# リナ・アルスマイヤー
リナ・アルスマイヤー（Lina Alsmeier、2000年6月29日 - ）は、ドイツの女子バレーボール選手。ポジションはアウトサイドヒッター。ドイツ代表。

## 来歴

### クラブチーム
ノルトホルン出身。2016年、USC Münsterへ入団。2020/21シーズン、シュヴェリーンSCへ移籍し、2020/21シーズンはブンデスリーガで3位となりベストアウトサイドヒッター賞を受賞した。2023/24シーズンはイタリアセリエA1のイル・ビゾンテ・フィレンツェへの移籍が発表され、レギュラーとして活躍しリーグ戦を10位で終えた。

### 代表チーム
アンダーカテゴリーの代表として2017年のU-19世界選手権で6位となった。2019年、シニアのドイツ代表に初選出され、同年9月の欧州選手権でシニア代表デビューし6位となった。2022年、世界選手権に出場した。2023年、ネーションズリーグでは8位となった。同年9月のパリ五輪予選に出場した。

## 球歴
- 世界選手権 - 2022年
- ネーションズリーグ - 2021年、2022年、2023年
- バレーボール欧州選手権 - 2019年、2021年、2023年
- オリンピック予選 - 2023年

## 所属クラブ
- USC Münster（2016-2020年）
- シュヴェリーンSC（2020-2023年）
- イル・ビゾンテ・フィレンツェ（2023-2024年）
- イゴール・ゴルゴンゾーラ・ノヴァーラ（2024年-）